# Günter Rohrbach

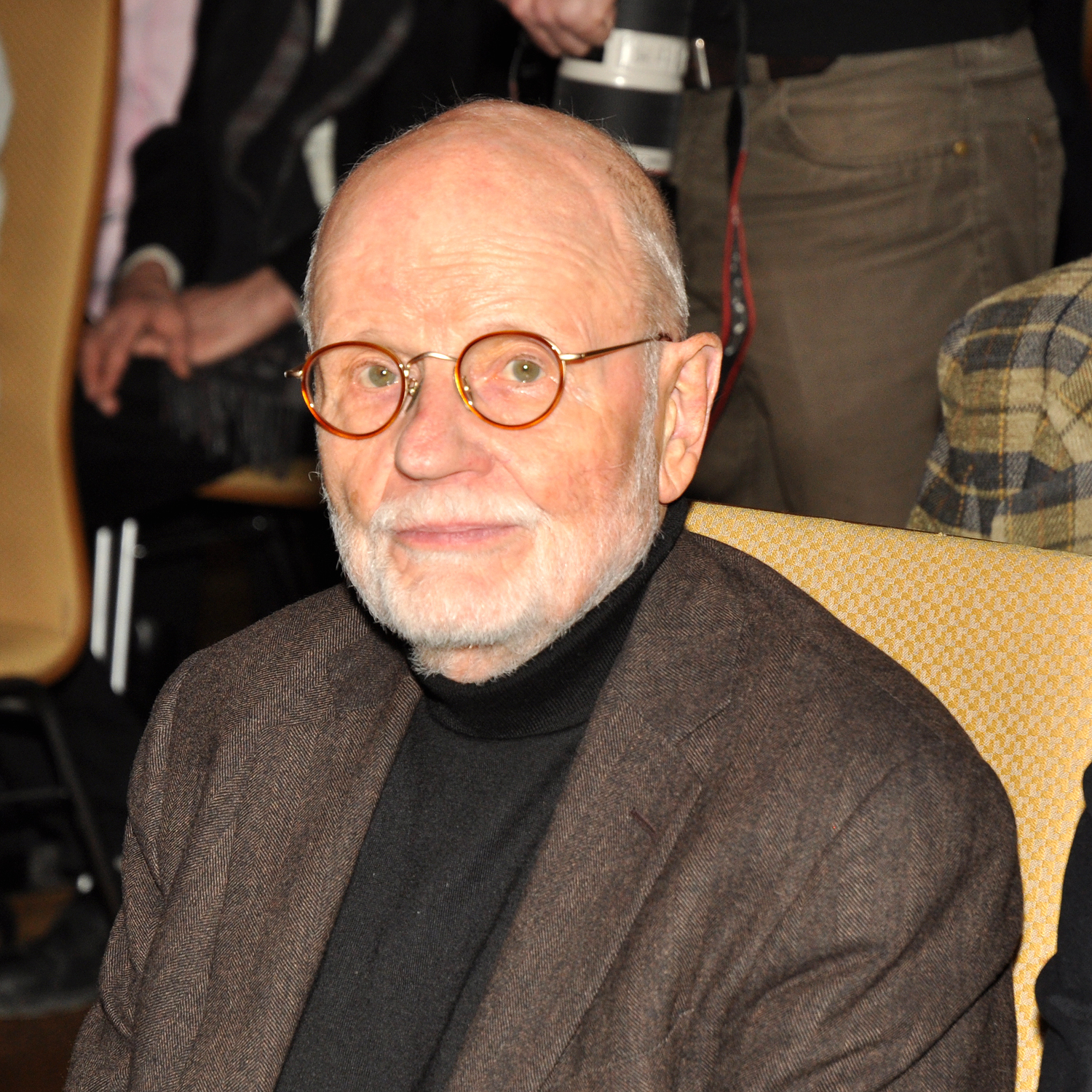
Günter Rohrbach bei der Verleihung des Kulturellen Ehrenpreises der Stadt München, 2015 an Werner Herzog im Festsaal des Alten Rathauses

Günter Rohrbach (* 23. Oktober 1928 in Neunkirchen (Saar)) ist ein deutscher Kinofilm- und Fernsehproduzent.

## Leben

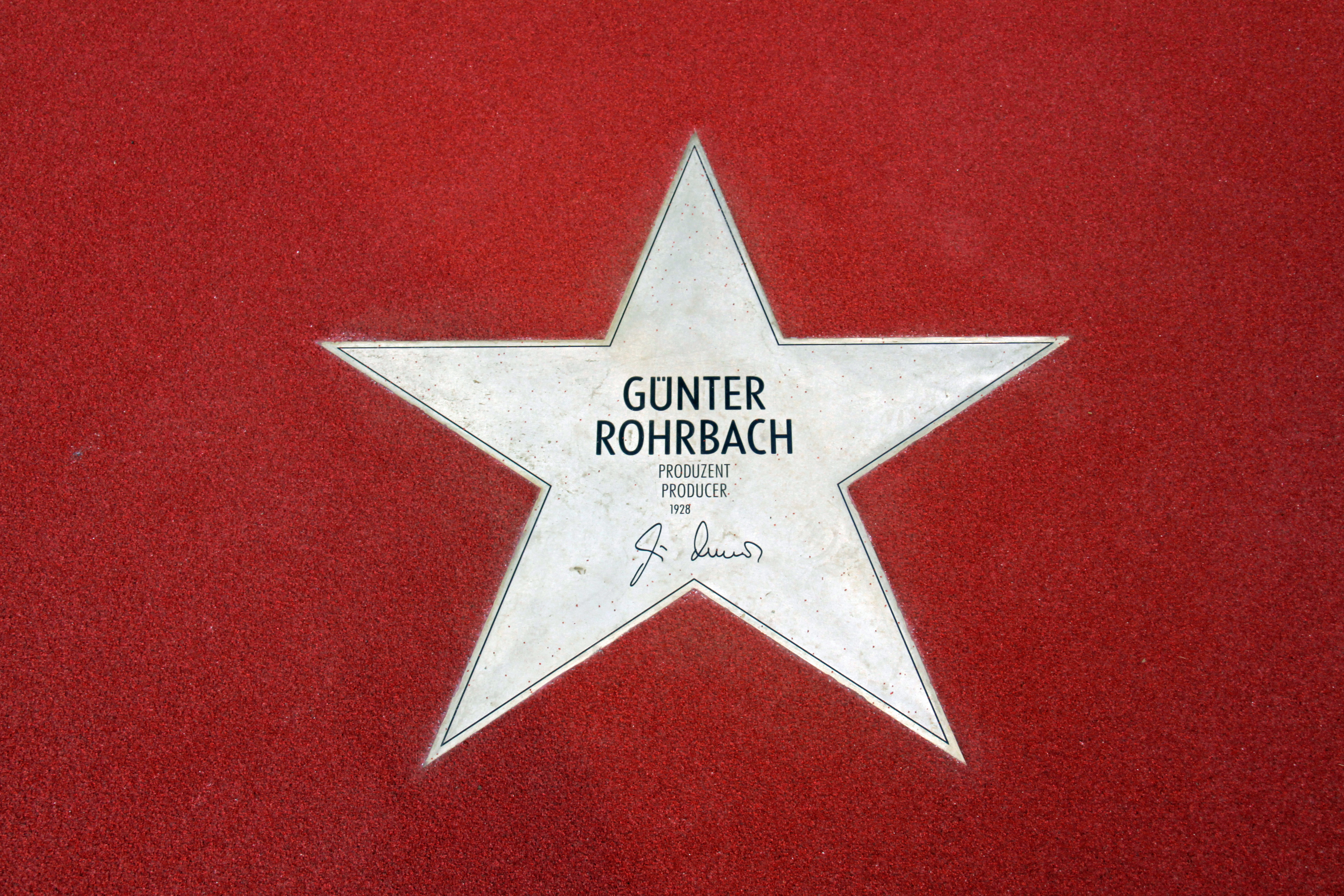
Stern von Günter Rohrbach auf dem Boulevard der Stars in Berlin

Günter Rohrbach, Sohn eines Kaufmanns, erwarb 1949 in Neunkirchen das Abitur und studierte Germanistik, Philosophie, Psychologie und Theaterwissenschaften in Bonn, München und Paris, wo er vor allem den Studentischen Filmclub besuchte. Am Stadttheater Saarbrücken übernahm er Regieassistenzen; er gründete mit Freunden eine private Theatergruppe und inszenierte Stücke von Jean-Paul Sartre und Günther Weisenborn. Als er 1953 zum zweiten Mal an die Universität Bonn ging, engagierte er sich mit Wilfried Berghahn, dem Mitbegründer der Zeitschrift Filmkritik, und Jürgen Habermas beim Filmclub. Als Berghahn eine feste Stelle beim Südwestfunk bekam, übernahm Rohrbach dessen wöchentliche Radiokolumnen über jeweils einen gerade angelaufenen Film. Hinzu kamen zahlreiche Kritiken in der Filmkritik.
1957 wurde Rohrbach mit einer Arbeit über Grimmelshausens Simplicissimus an der Universität Bonn zum Dr. phil. promoviert. Anschließend volontierte er im Bonner General-Anzeiger, für den er nach dem Volontariat als Gerichtsreporter tätig war. Für den Südwestfunk realisierte Rohrbach 1960 den Dokumentarfilm Der Krieg findet im Kino statt, der deutsche Kriegsfilme ins Visier nahm. Zunächst blieb es noch bei einer theoretischen Beschäftigung mit dem Thema, und er konnte sich zu diesem Zeitpunkt nicht vorstellen, Filmproduzent zu sein.
1961 bewarb er sich beim Programmdirektor des WDR Hans-Joachim Lange um eine Stelle und wurde dessen Assistent. Zu dieser Zeit gab es in der Bundesrepublik nur ein Fernsehprogramm, der WDR war der größte Sender im Verbund der ARD; im Juni 1961 wurde der Staatsvertrag über die Errichtung des Zweiten Deutschen Fernsehens (ZDF) unterzeichnet, parallel entwickelten die ARD-Anstalten Konzeptionen für die Einrichtung der Dritten Programme.
1963 übertrug der Intendant Klaus von Bismarck Rohrbach die Leitung eines Planungsstabs für das neu zu schaffende Dritte Fernsehprogramm des WDR. Er verpflichtete Peter Märthesheimer, Reinold E. Thiel, Peter Laudan und Herbert Janssen als Mitarbeiter und entwickelte mit ihnen konkrete Pläne. 1965, kurz vor Sendebeginn des Dritten Programms, bot ihm Lange an, die Leitung der Hauptabteilung Fernsehspiel im Ersten Programm zu übernehmen. Die Produktionen dieses Bereichs waren in den frühen 1960er Jahren noch sehr theaterfixiert. Viele Zulieferungen kamen von der Bavaria. Rohrbachs Konzept sah eine Befreiung aus Studios und Kulissen vor, es ging ihm um eine Abbildung der Realität. In dem paradigmatischen Text Bildungstheater oder Zeittheater überdachte er grundlegend die ästhetischen, technischen und medialen Zusammenhänge der Fiktion im Fernsehen.
Er holte sich Volker Canaris, Peter Märthesheimer und Joachim von Mengershausen in die Redaktion, Gunther Witte war bereits da, Wolf-Dietrich Brücker kam etwas später hinzu. Rohrbach arbeitete eng mit einigen Protagonisten des Neuen Deutschen Films zusammen wie Hellmuth Costard, Rainer Werner Fassbinder, Hans W. Geißendörfer, Reinhard Hauff, Klaus Lemke, Edgar Reitz, Helma Sanders-Brahms, Volker Schlöndorff, Rudolf Thome, Margarethe von Trotta oder Wim Wenders. Eine enge Zusammenarbeit entwickelte sich mit Regisseuren wie Peter Beauvais, Tom Toelle, Peter Zadek und vor allem Wolfgang Petersen.
Zu den wichtigsten Autoren gehörten Wolfgang Menge, Tankred Dorst oder Leo Lehman. Rohrbachs Produktionen waren zum Teil heftig umstritten, so zum Beispiel Fassbinders Acht Stunden sind kein Tag oder die damals noch als skandalös empfundenen Homosexuellen-Dramen Nicht der Homosexuelle ist pervers, sondern die Situation, in der er lebt von Rosa von Praunheim und Die Konsequenz von Wolfgang Petersen. Spektakulär waren auch die von Wolfgang Menge geschriebenen Filme Das Millionenspiel und Smog. Gegen das Votum aller übrigen Fernsehspielchefs der ARD setzte er 1978 den Kauf der US-Serie Holocaust – Die Geschichte der Familie Weiß durch. In Rohrbachs Auftrag entwickelte Gunther Witte die Idee für die Fernsehreihe Tatort.
Ab 1972 war Rohrbach auch für die Unterhaltung zuständig, später auch noch für das Nachmittagsprogramm. Damit war er beispielsweise für so erfolgreiche Serien der Fernsehgeschichte verantwortlich wie Klimbim, Am laufenden Band, die erste deutsche Talkshow Je später der Abend, die erste deutsche Sitcom Ein Herz und eine Seele oder Plattenküche und die Otto-Shows.
Rohrbach war von 1979 bis 1994 Geschäftsführer der Bavaria Film in München. Die neue Tätigkeit begann mit einer großen Herausforderung: Das Boot zu produzieren, den bis dahin teuersten deutschen Film. Wolfgang Petersen, Rohrbach aus der WDR-Zeit verbunden, war der Regisseur seiner Wahl, der auch das Drehbuch schrieb. Lothar-Günther Buchheim, der Autor der Buchvorlage, verhielt sich unberechenbar. Die Professionalität des Teams (Kamera: Jost Vacano, Ausstattung: Rolf Zehetbauer, Special Effects: Theo Nischwitz) und das Durchhaltevermögen der Schauspieler (darunter Jürgen Prochnow, Herbert Grönemeyer, Uwe Ochsenknecht, Klaus Wennemann, Heinz Hoenig, Otto Sander) führten das Unternehmen zum Erfolg. Es entstanden eine Kinofassung (143 Minuten), uraufgeführt am 17. September 1981 in München, und eine zunächst dreiteilige Fernsehfassung (308 Min.), die 1985 erstmals gesendet wurde. 1997 wurde ein Director’s Cut hergestellt (208 Min.). Die Produktionskosten wurden mit 30 Millionen DM angegeben. Als einziger deutscher Film bisher erhielt Das Boot sechs Oscar-Nominierungen.
Auch andere Großprojekte, zum Beispiel Die unendliche Geschichte, Fassbinders Berlin Alexanderplatz und Klaus Emmerichs Rote Erde, fielen in Rohrbachs erste Münchner Jahre. Es folgten Schimanski-Tatortfolgen, die Loriot-Filme, mehrere Dominik-Graf-Filme, der erste Helmut-Dietl-Film, insgesamt etwa dreißig Kinofilme. Der erste Film nach dem Fall der Mauer trug den Titel Go Trabi Go. 1994 verließ Rohrbach die Bavaria und wurde freier Produzent.
Rohrbach hat sich nie als potentieller Drehbuchautor oder Regisseur gesehen, sondern als Ermöglicher von Projekten, die ihm am Herzen lagen. Auch als freier Filmproduzent verfolgt er dieses Ziel. Dazu gehören die Suche nach dem Stoff, die Entwicklung des Drehbuchs, die Auswahl des Regisseurs, das Casting, die Zusammenstellung des Teams, die Finanzierung, der Umgang mit den Fördergremien, die Verbindung mit Verleihfirmen und Fernsehanstalten, die Beobachtung der Dreharbeiten, des Schnitts, der Tonmischung, die publizistische Kampagne, die Premiere. Es gab große Erfolge, dazu gehörten Die Apothekerin, Aimée & Jaguar, Die weiße Massai und Anonyma – Eine Frau in Berlin, aber auch Enttäuschungen über die Resonanz; das war zum Beispiel bei Hotel Lux der Fall.
Günter Rohrbach war 2003 eines der Gründungsmitglieder der Deutschen Filmakademie und bis 2010 gemeinsam mit Senta Berger der erste Präsident der Deutschen Filmakademie. Er hat an der Hochschule für Fernsehen und Film München gelehrt und wurde dort zum Honorarprofessor ernannt. 2011 initiierte seine Geburtsstadt Neunkirchen mit ihm den Günter-Rohrbach-Filmpreis. 2017 wurde er von der Landeshauptstadt München mit dem Kulturellen Ehrenpreis ausgezeichnet. 2023 war er Interviewpartner für den Film Jeder schreibt für sich allein von Dominik Graf.
Rohrbach lebt in München-Bogenhausen und ist mit der deutschen Fernsehjournalistin und Drehbuchautorin Angelika Wittlich verheiratet.

## Filmografie (Auswahl)
Als Leiter des WDR-Fernsehspiels:
- 1968: Mord in Frankfurt (Regie: Rolf Hädrich)
- 1969: Rotmord (Regie: Peter Zadek)
- 1969: Brandstifter (Regie Klaus Lemke)
- 1970: Das Millionenspiel (Regie: Tom Toelle)
- 1971: Der Pott (Regie: Peter Zadek)
- 1972: Die Angst des Tormanns beim Elfmeter (Regie: Wim Wenders)
- 1972: Nicht der Homosexuelle ist pervers, sondern die Situation, in der er lebt (Regie: Rosa von Praunheim)
- 1972: Acht Stunden sind kein Tag (Regie: Rainer Werner Fassbinder)
- 1973: Der scharlachrote Buchstabe (Regie: Wim Wenders)
- 1973: Smog (Regie: Wolfgang Petersen nach Wolfgang Menge)
- 1973: Welt am Draht (Regie: Rainer Werner Fassbinder)
- 1974: Martha (Regie: Rainer Werner Fassbinder)
- 1973–1976: Ein Herz und eine Seele (Sitcom von Wolfgang Menge)
- 1974: Die Verrohung des Franz Blum (Regie: Reinhard Hauff)
- 1975: Falsche Bewegung (Regie: Wim Wenders)
- 1976: Shirins Hochzeit (Regie: Helma Sanders-Brahms)
- 1977: Stunde Null (Regie: Edgar Reitz)
- 1979: Die Konsequenz (Regie: Wolfgang Petersen)
- 1979: Aus einem deutschen Leben (Regie: Theodor Kotulla)

Als Geschäftsführer der Bavaria Film:
- 1980: Berlin Alexanderplatz (Regie: Rainer Werner Fassbinder)
- 1981–1985: Das Boot (Regie: Wolfgang Petersen)
- 1983: Die wilden Fünfziger (Regie: Peter Zadek)
- 1983: Rote Erde (Regie: Peter Stripp / Klaus Emmerich) – TV
- 1984: Die unendliche Geschichte (Regie: Wolfgang Petersen) – Co-Produzent
- 1984: Der Schneemann (Regie: Peter F. Bringmann)
- 1985: Tatort – Zahn um Zahn (Regie: Hajo Gies)
- 1986: Väter und Söhne (Regie: Bernhard Sinkel) – TV
- 1987: Tatort – Zabou (Regie: Hajo Gies)
- 1988: Ödipussi (Regie: Loriot) – Co-Produzent
- 1988: Faust – Vom Himmel durch die Welt zur Hölle (Regie: Dieter Dorn)
- 1988: Die Katze (Regie: Dominik Graf)
- 1989: Zwei Frauen (Regie: Carl Schenkel)
- 1989: Letzte Ausfahrt Brooklyn (Regie: Uli Edel) – Co-Produzent
- 1990: Butterbrot (Regie: Gabriel Barylli)
- 1990: Spieler (Regie: Dominik Graf)
- 1990: Go Trabi Go (Regie: Peter Timm)
- 1991: Wildfeuer (Regie: Jo Baier)
- 1991: Pappa ante portas (Regie: Loriot) – Co-Produzent
- 1992: Schtonk! (Regie: Helmut Dietl)
- 1992: Stalingrad (Regie: Joseph Vilsmaier)
- 1992: Go Trabi Go 2 (Regie: Wolfgang Büld, Reinhard Klooss)
- 1993: Charlie & Louise – Das doppelte Lottchen (Regie: Joseph Vilsmaier)
- 1994: Die Sturzflieger (Regie: Peter F. Bringmann)
- 1994: Die Sieger (Regie: Dominik Graf)

Als freier Produzent:
- 1994: Rennschwein Rudi Rüssel (Regie: Peter Timm)
- 1996: Die Apothekerin (Regie: Rainer Kaufmann)
- 1997: Aimée & Jaguar (Regie: Max Färberböck)
- 1997: Fette Welt (Regie: Jan Schütte)
- 1998: Die Bubi-Scholz-Story (Regie: Roland Suso Richter) – TV
- 1999: Eine Hand voll Gras (Regie: Roland Suso Richter)
- 2000: Kalt ist der Abendhauch (Regie: Rainer Kaufmann)
- 2001: Der Zimmerspringbrunnen (Regie: Peter Timm)
- 2003: Der Job seines Lebens (Regie: Rainer Kaufmann) – TV
- 2003: Der Herr der Wüste (Regie: Vivian Naefe) – TV
- 2004: Der Job seines Lebens 2 – Wieder im Amt (Regie: Hajo Gies) – TV
- 2005: Die weiße Massai (Regie: Hermine Huntgeburth)
- 2007: Teufelsbraten (Regie: Hermine Huntgeburth) – TV
- 2008: Anonyma – Eine Frau in Berlin (Regie: Max Färberböck)
- 2009: Effi Briest (Regie: Hermine Huntgeburth)
- 2011: Hotel Lux (Regie: Leander Haußmann)
- 2013: Die andere Heimat – Chronik einer Sehnsucht (Regie: Edgar Reitz) – Präsentation
- 2017: Das Pubertier – Der Film (Regie: Leander Haußmann)

## Auszeichnungen
- 1970: Goldene Kamera für innovatives Fernsehspielprogramm
- 1972: Silbernes Blatt der Dramatiker Union
- 1978: Goldene Kamera für die US-Fernsehserie Holocaust
- 1981: Adolf-Grimme-Preis: Ehrende Anerkennung für Berlin Alexanderplatz (zusammen mit Peter Märthesheimer)
- 1982: Deutscher Filmpreis in Silber für Das Boot
- 1983: BAFTA Award für Das Boot
- 1983: Emmy Award für Das Boot
- 1984: Bayerischer Filmpreis für die Die unendliche Geschichte
- 1989: Besondere Ehrung beim Adolf-Grimme-Preis
- 1990: Deutscher Filmpreis in Gold für Letzte Ausfahrt Brooklyn
- 1990: Bayerischer Fernsehpreis für die Serie Rote Erde
- 1992: Deutscher Filmpreis in Gold für Schtonk!
- 1992: Oscar-Nominierung und Golden-Globe-Nominierung für Schtonk!
- 1993: Bayerischer Filmpreis für Stalingrad
- 1994: Deutscher Filmpreis: Ehrenpreis
- 1998: Bayerischer Filmpreis: Ehrenpreis des Bayerischen Ministerpräsidenten
- 2000: Golden-Globe-Nominierung für Aimée & Jaguar
- 2007: Goldene Kamera für Jubiläum Das Boot
- 2007: Filmpreis der Stadt München
- 2009: Berlinale Kamera[10]
- 2010: Stern auf dem Boulevard der Stars in Berlin
- 2011: SPIO-Ehrenmedaille
- 2014: Deutscher Schauspielerpreis – Ehrenpreis für Inspiration
- 2017: Kultureller Ehrenpreis der Landeshauptstadt München[11]
- 2023: Ehrenbürgerrecht der Kreisstadt Neunkirchen[12]

## Filmporträts über Günter Rohrbach
- 2008: Ich habe den Film im Kopf von Antje Harries
- 2013: Ich habe mich immer eingemischt von Boris Penth
- 2018: WDR Geschichte(n) – Eine Zeitreise in 14 Interviews: Günter Rohrbach von Klaus Michael Heinz (online in der WDR Mediathek)